# Don Kojis
Donald R. Kojis, né le 15 janvier 1939 à Milwaukee (Wisconsin) et mort le 19 novembre 2021 à San Diego, est un joueur de basket-ball qui a évolué à l'université Marquette, sélectionné par les Packers de Chicago au 2e tour (12e choix) de la draft 1961.

## Biographie
Il jouait au poste d'ailier aux Bullets de Baltimore (1963-64), aux Pistons de Detroit (1964-66), aux Bulls de Chicago (1966-67) (acquis via la draft d'expansion), aux Rockets de San Diego (1967-70) (acquis via la draft d'expansion), aux SuperSonics de Seattle (1970-72) et aux Kings de Kansas City-Omaha (1972-75). Kojis fut l'un des trois joueurs à avoir été sélectionné lors de deux drafts d'expansion consécutives (1966 et 1967) (Bob Weiss et George Wilson étant les deux autres) ; (Wilson étant en fait sélectionné lors de trois drafts d'expansion consécutives). Kojis fut aussi l'un des rares joueurs à avoir joué dans trois équipes d'expansion (en 1961-1962 avec les Packers, en 1966-1967 avec les Bulls et en 1967-1968 avec les Rockets).
Il participa au All-Star Game 1968 et 1969.
En 12 saisons, il disputa 814 matchs, jouant 19 241 minutes, inscrivant 3 947 tirs pour 8 853 tentés, soit 44,6 % de réussite, 72,0 % de réussite aux tirs, 4 555 rebonds, 1 112 passes décisives et 9 948 points inscrits.
Il joua avec l'équipe américaine au championnat du monde 1963.
Kojis résidait dans le comté de San Diego, dans la commune située à Julian (Californie) ; il a travaillé comme directeur au Whispering Winds Catholic Conference Center.